# Модега
Модега (груз. მოდეგა, арм. Մոդեգամ) — село в Грузии, на территории Ахалкалакского муниципалитета края (мхаре) Самцхе-Джавахети.

## География
Село находится в южной части Грузии, к западу от озера Табацкури, на расстоянии приблизительно 22 километров (по прямой) к северо- северо-востоку от города Ахалкалаки, административного центра муниципалитета. Абсолютная высота — 1947 метров над уровнем моря.

## Население
По результатам официальной переписи населения 2014 года, в Модеге проживало 163 человека (80 мужчины и 83 женщины). В национальной структуре населения армяне составляли 99,4 %, удмурты — 0,6 %.
| Год  | Население, человек |
| ---- | ------------------ |
| 2002 | 259                |
| 2014 | ↘ 163              |